# Quararibea bicolor
Quararibea bicolor là một loài thực vật có hoa trong họ Cẩm quỳ. Loài này được (Ducke) Cuatrec. miêu tả khoa học đầu tiên năm 1949.